# Pockelseffect
Het pockelseffect ook bekend als het lineaire elektro-optische effect, is het optreden van dubbele breking of de verandering daarin bij speciale kristallen onder invloed van een elektrische spanning. De verandering in dubbele breking is rechtevenredig met de verandering in de elektrische veldsterkte van het aangelegde elektrische veld. Het effect is genoemd naar de Duitse natuurkundige Friedrich Pockels die in 1893 het verschijnsel ontdekte.
De verandering {\displaystyle \Delta n} van de brekingsindex {\displaystyle n} van een medium door een elektrisch veld treedt vrijwel zonder vertraging op en wordt beschreven door de formule:
{\displaystyle \Delta n={n_{0}}^{3}\,r_{\text{eff}}\,E}
Daarin is:
- {\displaystyle n_{0}} de ongewijzigde brekingsindex van het materiaal in de betrokken geometrie
- {\displaystyle r_{\text{eff}}} de effectieve elektro-optische tensor die afhangt van de kristaloriëntatie en de polarisatie van het licht
- {\displaystyle E} de elektrische veldsterkte.

Het effect vindt onder andere toepassing in de pockelscel om faseverschillen in dubbelbrekende kristallen te induceren door gerichte verandering van de brekingsindex, wat op zijn beurt weer kan leiden tot draaiing van de polarisatierichting.